# Аброшин, Михаил Семёнович
Михаил Семёнович Аброшин (1923/ около 1930 — не позднее 2012, Волжский) — советский шахматист, кандидат в мастера спорта.

## Биография
Инженер-строитель.
Серебряный призёр чемпионатов Волгоградской области 1976, 1977 и 1978 гг.
Участник полуфинала чемпионата РСФСР 1949 г.
Добился значительных успехов в заочных шахматах. Трижды участвовал в личных чемпионатах СССР по переписке. По итогам 2-го чемпионата СССР (1952—1955) стал бронзовым призёром соревнования (разделил 3—6 места, дополнительные подсчёты не проводились).
Серебряный призёр турнира № 170 журнала «Шахматы в СССР», посвященного памяти М. И. Чигорина.
В составе сборной СССР участвовал в матче со сборной ФРГ (1957—1961 гг.).
Жена — И. С. Аброшина. Вместе с ней внес большой вклад в развитие шахмат в Волжском. Сейчас в городе проводится мемориал Аброшиных.

## Спортивные результаты
| Год       | Соревнование                                                  | +  | − | = | Результат | Место |
| --------- | ------------------------------------------------------------- | -- | - | - | --------- | ----- |
| 1950—1953 | Турнир № 170 журнала «Шахматы в СССР» (памяти М. И. Чигорина) | 11 | 4 | 8 | 15 из 23  | 2     |
| 1952—1955 | 2-й чемпионат СССР                                            | 9  | 5 | 2 | 10 из 16  | 3—6   |
| 1955—1957 | 3-й чемпионат СССР                                            | 4  | 3 | 5 | 6½ из 12  | 6—7   |
| 1957—1960 | 4-й чемпионат СССР                                            | 3  | 8 | 4 | 5 из 15   | 14—16 |
| 1957—1961 | Матч СССР — ФРГ (против Х. Либерта)                           | 0  | 0 | 1 | ½ из 1    |       |